# Đường cao tốc Ninh Bình – Hải Phòng
Đường cao tốc Ninh Bình – Hải Phòng (ký hiệu toàn tuyến là CT.08) là một đoạn đường cao tốc thuộc hệ thống đường cao tốc Việt Nam, dài 109 km và đi qua các tỉnh Vùng duyên hải Bắc Bộ ở miền Bắc Việt Nam. Tuyến cao tốc này là tuyến cao tốc ven biển, thúc đẩy phát triển các tỉnh Vùng duyên hải Bắc Bộ. Đây là tuyến cao tốc nằm ở cạnh đáy của tam giác đồng bằng sông Hồng, dự án cũng nằm trong chương trình "hai hành lang, một vành đai kinh tế".

## Vị trí
Đường cao tốc này có điểm đầu là nút giao với đường cao tốc Cao Bồ – Mai Sơn và đường cao tốc Mai Sơn – Quốc lộ 45 tại xã Mai Sơn, huyện Yên Mô, tỉnh Ninh Bình và điểm cuối là nút giao với đường cao tốc Hà Nội – Hải Phòng và đường cao tốc Hải Phòng – Hạ Long – Vân Đồn - Móng Cái tại phường Tràng Cát, quận Hải An, thành phố Hải Phòng. Đường cao tốc có đoạn qua Ninh Bình dài 26 km, đoạn qua Nam Định dài 28,7 km, đoạn qua Thái Bình dài 32,7 km và đoạn qua Hải Phòng dài 29 km.

## Quy hoạch
Đường cao tốc này từng được quy hoạch từ năm 2015 đến 2021 là một phần lớn của Đường cao tốc Ninh Bình – Hải Phòng – Quảng Ninh cũ với ký hiệu là CT.09 trước khi đoạn Hải Phòng – Quảng Ninh được tách ra thành một phần cùa .

## Thiết kế
Tuyến đường có mặt cắt ngang cho 6 làn xe, tốc độ xe chạy thiết kế từ 100 đến 120 km/h. Ngoài bề rộng mặt đường 22 m, đường có dải phân cách giữa, dải dừng xe khẩn cấp, dải an toàn. Sau khi hoàn thành, tuyến cao tốc sẽ thay thế vai trò của Quốc lộ 10, tạo cơ hội để các tỉnh vùng duyên hải châu thổ sông Hồng nối thông thuận tiện với hệ thống đường cao tốc Bắc – Nam phía Đông.

## Lộ trình
Tuyến cao tốc Ninh Bình – Hải Phòng đi qua 30 xã của 3 địa phương gồm: Ninh Bình, Hưng Yên, Hải Phòng. Cụ thể là qua các xã sau đây:
- Ninh Bình: Yên Thắng, Yên Mô, Yên Từ, Khánh Nhạc, Khánh Hội, Khánh Thiện, Khánh Trung, Nghĩa Hưng, Quang Hưng, Trực Ninh, Nam Ninh, Cổ Lễ, Ninh Giang, Xuân Hồng, Xuân Trường, Xuân Giang.
- Hưng Yên: Hồng Vũ, Kiến Xương, Lê Lợi, Trà Giang, Tây Thái Ninh, Nam Thụy Anh, Thụy Anh, Thái Thụy, Đông Thụy Anh.
- Hải Phòng: Chấn Hưng, Hùng Thắng, Kiến Hải, Nam Đồ Sơn, Dương Kinh.

## Các dự án thành phần
Đường cao tốc Ninh Bình – Hải Phòng  được chia thành 3 đoạn tuyến theo hình thức đầu tư:
- Tách đoạn qua tỉnh Ninh Bình thành dự án độc lập do UBND tỉnh Ninh Bình là cơ quan chủ quản triển khai theo hình thức đầu tư công.
- Giao cho UBND tỉnh Thái Bình làm cơ quan nhà nước có thẩm quyền triển khai dự án cao tốc Ninh Bình – Hải Phòng đoạn qua hai tỉnh Nam Định và Thái Bình theo phương thức PPP.
- Trước năm 2023, thành phố Hải Phòng đã đầu tư xây dựng 22 km, trong đó, đoạn qua Hải Phòng dài 13 km, Thái Bình 9 km. Còn 7 km đoạn qua địa phận thành phố Hải Phòng chưa được nghiên cứu đầu tư.

### Đoạn qua tỉnh Ninh Bình
Dự án ban đầu có điểm đầu tại nút giao Khánh Hòa giao với đường cao tốc Bắc – Nam phía Đông tại xã Khánh Hòa, huyện Yên Khánh, tỉnh Ninh Bình, sau điểm đầu được đề xuất điều chỉnh về nút giao Mai Sơn giao với đường cao tốc Bắc – Nam phía Đông tại huyện Yên Mô, tỉnh Ninh Bình. Điểm cuối là cầu vượt sông Đáy (cầu Tam Tòa) để sang Nam Định, thuộc xã Khánh Cường, huyện Yên Khánh, tỉnh Ninh Bình. Cao tốc có bề rộng nền đường 24 m, bề rộng mặt đường 15 m.
UBND tỉnh Ninh Bình đề xuất dự án xây dựng theo hình thức đầu tư công. Trong tổng vốn 8.450 tỷ đồng, chi phí xây dựng tuyến chính và đường gom là hơn 3.650 tỷ đồng, xây dựng cầu, hầm chui là 1.590 tỷ đồng. Tỉnh Ninh Bình dự kiến bố trí 2.000 tỷ đồng để giải phóng mặt bằng, kiến nghị Chính phủ hỗ trợ 6.450 tỷ đồng còn lại theo tiến độ triển khai dự án. Tuyến cao tốc đi qua địa phương này chính thức khởi công xây dựng vào ngày 19 tháng 4 năm 2025.

### Đoạn qua Nam Định – Thái Bình
Giao cho UBND tỉnh Thái Bình làm cơ quan nhà nước có thẩm quyền triển khai dự án cao tốc Ninh Bình - Hải Phòng đoạn qua hai tỉnh Nam Định và Thái Bình theo phương thức PPP, hợp đồng BOT, quy mô giai đoạn 1 có 4 làn xe, rộng 19m, vận tốc khai thác 100km/h, giải phóng mặt bằng rộng 24,75m. Dự án chính thức khởi công vào ngày 12 tháng 5 năm 2025 và dự kiến hoàn thành năm 2027.
Theo tính toán của đơn vị lập dự án, đoạn qua tỉnh Nam Định và Thái Bình đầu tư theo phương thức PPP có tổng mức đầu tư khoảng 15.419 tỉ đồng, nếu tính lãi vay trong thời gian xây dựng là 16.218 tỉ đồng. Vốn nhà nước tham gia hỗ trợ 8.000 tỉ đồng (49% tổng mức đầu tư), thời gian hoàn vốn 24,8 năm.

### Đoạn qua Thái Bình – Hải Phòng
Ngày 5 tháng 9 năm 2014, Tỉnh Thái Bình đã đề xuất Bộ GTVT sớm xây dựng tuyến cao tốc ven biển nối Ninh Bình – Thái Bình – Hải Phòng – Quảng Ninh. Ngày 13 tháng 5 năm 2017, cao tốc Hải Phòng – Thái Bình được khởi công. Hiện tuyến này còn 7 km nữa chưa được nghiên cứu đầu tư.

## Chi tiết tuyến đường

Bảng hiệu cao tốc (Dự kiến khi khai thác)

### Làn xe
- 4 làn xe và 2 làn dừng khẩn cấp

### Chiều dài
- Toàn tuyến: 109 km

### Tốc độ giới hạn
- Tối đa: 100 – 120 km/h, Tối thiểu: 60 km/h

## Lộ trình chi tiết
- IC : Nút giao, JCT : Điểm lên xuống, SA : Khu vực dịch vụ (Trạm dừng nghỉ), TG : Trạm thu phí, TN : Hầm đường bộ, BR : Cầu

- Đơn vị đo khoảng cách là km.

| Số                                       | Tên           | Khoảng cách từ đầu tuyến | Kết nối | Ghi chú                                | Vị trí                         | Vị trí                                         |                                                |
| ---------------------------------------- | ------------- | ------------------------ | --- | -------------------------------------- | ------------------------------ | ---------------------------------------------- | ---------------------------------------------- |
| 1                                        | IC Mai Sơn    | 0.0                      | Đường cao tốc Cao Bồ – Mai Sơn Đường cao tốc Mai Sơn – Quốc lộ 45 Quốc lộ 1 (Đường tránh Ninh Bình – Đường tỉnh 491) Quốc lộ 21C | Đầu tuyến đường cao tốc                | Ninh Bình                      | Yên Thắng                                      |                                                |
| -                                        | Quốc lộ 10    | 15.5                     | Quốc lộ 10 | Đang thi công                          | Ninh Bình                      | Khánh Nhạc                                     |                                                |
| 2                                        | IC 2          | 25.3                     | Đường Kim Sơn - Bái Đính | Hoàn thành lối lên xuống cầu Tam Tòa   | Ninh Bình                      | Khánh Hội                                      |                                                |
| BR                                       | Cầu Tam Tòa   | ↓                        | | Vượt sông Đáy                          | Ninh Bình                      | Ranh giới Khánh Trung – Khánh Hội – Nghĩa Hưng | Ranh giới Khánh Trung – Khánh Hội – Nghĩa Hưng |
| 3                                        | IC 3          | 26.7                     | Quốc lộ 37B Đường Phát triển kinh tế Nam Định                                                                                    | Hoàn thành lối lên xuống cầu Tam Tòa   | Ninh Bình                      | Nghĩa Hưng                                     |                                                |
| 4                                        | IC 4          | 39.8                     | Đường Nam Định - Lạc Quần | Đang thi công                          | Ninh Bình                      | Quang Hưng                                     |                                                |
| -                                        | Quốc lộ 21    | 43.0                     | Quốc lộ 21 | Đang thi công                          | Ninh Bình                      | Trực Ninh                                      |                                                |
| BR                                       | Cầu Ninh Cơ   | ↓                        | | Vượt sông Ninh Cơ Đang thi công        | Ninh Bình                      | Ranh giới Ninh Giang – Xuân Hồng               |                                                |
| 5                                        | IC 5          | 50.3                     | Đường tỉnh 489C | Đang thi công                          | Ninh Bình                      | Xuân Trường                                    |                                                |
| BR                                       | Cầu Mộ Đạo    | ↓                        | | Vượt sông Hồng Đang thi công           | Ranh giới Ninh Bình – Hưng Yên | Ranh giới Ninh Bình – Hưng Yên                 |                                                |
| 6                                        | IC 6          | 58.4                     | Đường Thái Bình - Cồn Vành | Đang thi công                          | Hưng Yên                       | Hồng Vũ                                        |                                                |
| 7                                        | IC 7          | 70.5                     | Đường tỉnh 464 | Đang thi công                          | Hưng Yên                       | Kiến Xương                                     |                                                |
| 8                                        | IC CT.16      |                          | Đường cao tốc Hưng Yên – Thái Bình                                                                                               | Chưa thi công                          | Hưng Yên                       | Trà Giang                                      |                                                |
| BR                                       | Cầu Trà Lý    | ↓                        | | Vượt sông Trà Lý Đang thi công         | Hưng Yên                       | Ranh giới Trà Giang – Tây Thái Ninh            |                                                |
| BR                                       | Cầu Diêm Hộ   | ↓                        | | Vượt sông Diêm Hộ Đang thi công        | Hưng Yên                       | Ranh giới Tây Thái Ninh – Nam Thụy Anh         |                                                |
| 8                                        | IC 8          | 87.4                     | Quốc lộ 37 Đường ven biển Hải Phòng – Thái Bình                                                                                  | Đang thi công                          | Hưng Yên                       | Thái Thụy                                      |                                                |
| BR                                       | Cầu Thái Bình | ↓                        | | Vượt sông Thái Bình Đang thi công      | Ranh giới Hưng Yên – Hải Phòng | Ranh giới Hưng Yên – Hải Phòng                 |                                                |
| BR                                       | Cầu Văn Úc    | ↓                        | | Vượt sông Văn Úc Đang thi công         | Hải Phòng                      | Ranh giới Hùng Thắng – Kiến Hải                |                                                |
| 9                                        | IC Tú Sơn     |                          | Đường ven biển Hải Phòng – Thái Bình                                                                                             | Chưa thi công                          | Hải Phòng                      | Kiến Hải                                       |                                                |
| 10                                       | IC CT.04      |                          | Đường cao tốc Hà Nội – Hải Phòng                                                                                                 | Cuối tuyến đường cao tốc Chưa thi công | Hải Phòng                      | Dương Kinh                                     |                                                |
| 1.000 mi = 1.609 km; 1.000 km = 0.621 mi |               |                          | |                                        |                                |                                                |                                                |